# 格羅斯拖拉機
格羅斯拖拉機（德語：Grosstraktor，意爲大型拖拉機）是六輛分別由（每個廠家各生產了2輛）萊茵金屬、克虜伯、戴姆勒 - 奔馳生產的原型車的名字。這些原型車是爲魏瑪共和國製造的。因爲凡爾賽條約不允許德國擁有坦克，所以格羅斯拖拉機是被祕密製造的，其測試也是在蘇聯進行。在納粹黨上臺後，這些坦克不是被用於訓練就是改成了紀念碑。

## 外部連結
- 格羅斯拖拉機 （页面存档备份，存于）